# Pierre Levegh
Pierre Eugène Alfred Bouillin, conegut al món de les curses com a Pierre Levegh   (9è districte de París, 22 de desembre de 1905 - Le Mans, 11 de juny de 1955), va ser un pilot de curses automobilístiques francès que va arribar a disputar curses de Fórmula 1.
Levegh es va morir l'11 de juny del 1955 en el famós accident en el qual van morir 82 persones a Le Mans.

## A la F1
Va debutar a la cinquena cursa de la història de la Fórmula 1, el GP de Bèlgica disputat el 18 de juny del 1950,i que formava part del campionat del món de la temporada 1950 de F1, on ja va continuar participant fins a final de temporada.
Pierre Levegh no va sumar cap punt pel campionat, però va participar en diverses curses no puntuables pel campionat de la F1, entre les quals hi ha les 24 hores de Le Mans on va arribar a ser quart.

## Resultats a la F1
| Any  | Equip         | Xassís      | Motor             | 1   | 2   | 3     | 4   | 5     | 6       | 7       | 8   | Posició | Punts |
| ---- | ------------- | ----------- | ----------------- | --- | --- | ----- | --- | ----- | ------- | ------- | --- | ------- | ----- |
| 1950 | Pierre Levegh | Talbot-Lago | Talbot Straight-6 | GBR | MON | 500   | SUI | BEL 7 | FRA Ret | ITA Ret |     | -       | 0     |
| 1951 | Pierre Levegh | Talbot-Lago | Talbot Straight-6 | SUI | 500 | BEL 8 | FRA | GBR   | ALE 9   | ITA Ret | ESP | -       | 0     |

### Resum
| Curses: | Victòries: | Pòdiums: | Poles: | Voltes ràpides: | Punts: |
| ------- | ---------- | -------- | ------ | --------------- | ------ |
| 6       | 0          | 0        | 0      | 0               | 0      |